# Sant Sadurní de Montesquiu

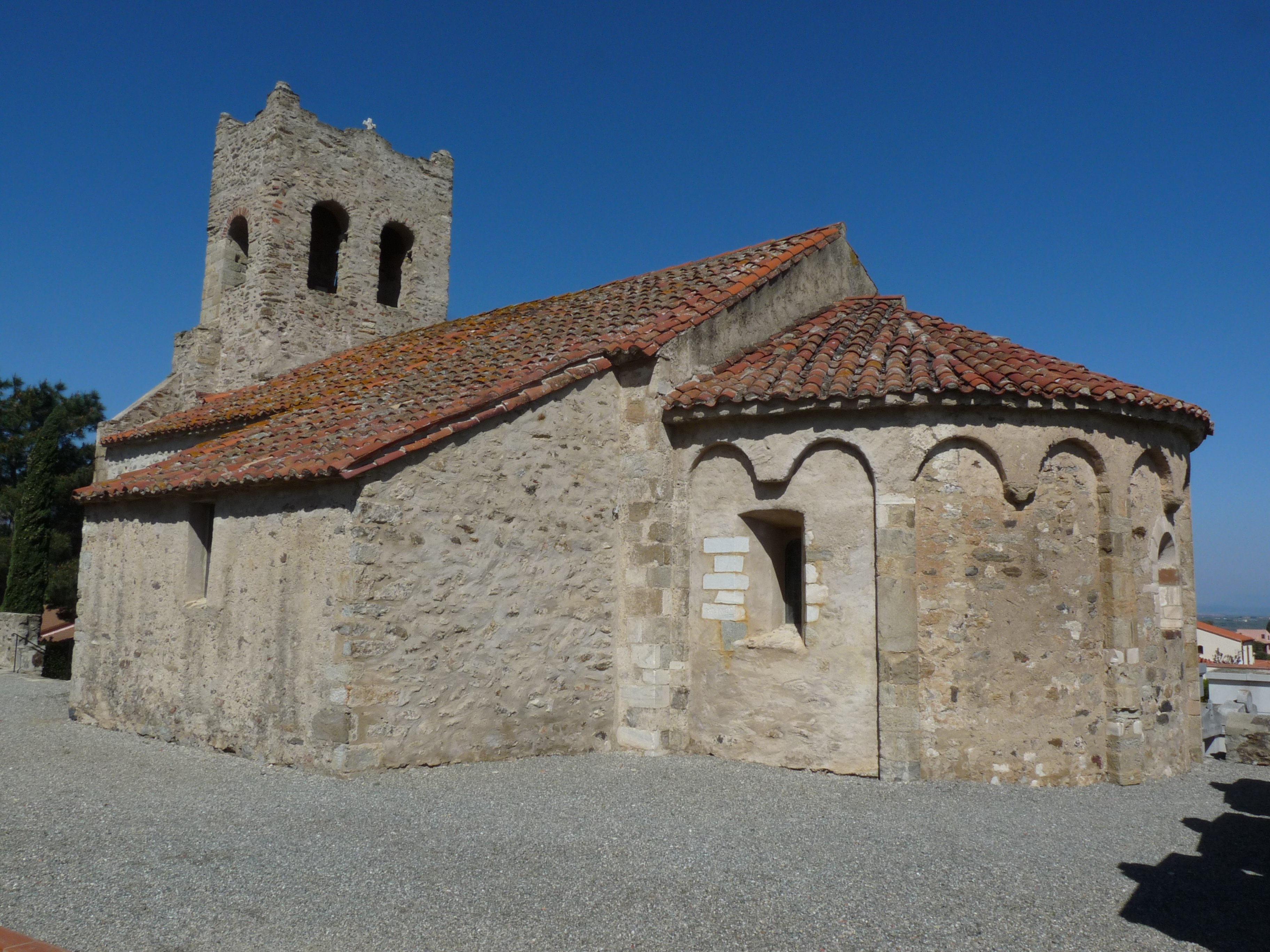
Absis i façana meridional de l'església

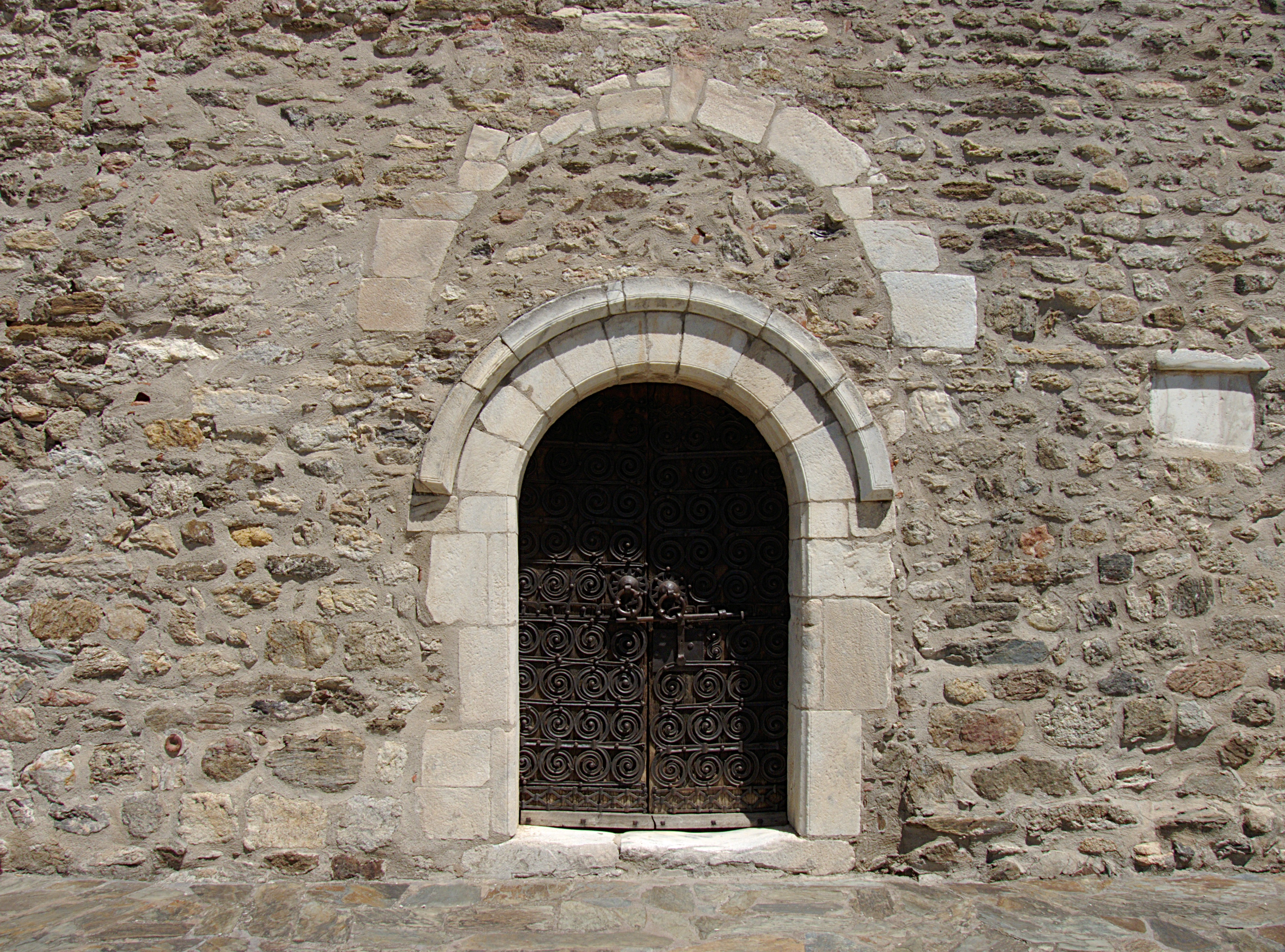
Portalada, a la façana de ponent

Sant Sadurní de Montesquiu és l'església parroquial del poble rossellonès de Montesquiu d'Albera, a la Catalunya del Nord.
És situada en el cementiri del poble, a prop al nord de la població.

## Història
Tot i que el poble, primer Vilanova del Mont, més tard Montesquiu, és documentat des del 854, l'església parroquial de Sant Sadurní no apareix en un document fins al 10 de juny del 1123, quan el bisbe d'Elna consagra aquesta església, construïda pels montesquiuencs.

## L'edifici
És una construcció d'una sola nau coberta amb volta de canó apuntada seguida, amb l'absis semicircular a llevant. Als segles XIV-XV hi foren afegides unes capelles laterals gòtiques. L'entrada és al frontis de ponent, amb una porta de marbre blanc d'un sol arc adovellat, de mig punt, resseguit per un guardapols de secció de pla i bisell. Al damunt hi ha un arc de mig punt adovellat, tapiat, testimoni d'una antiga porta més alta i ampla que l'actual. A la part superior de la mateixa façana hi ha una finestra de doble esqueixada, amb arcs de mig punt, però reformada modernament. Encara al damunt, coronant la paret del frontis, hi ha un petit campanar quadrat en l'origen del qual es reconeix una espadanya de dos arcs.
L'absis presenta decoració llombarda consistent en cinc grups de dues arcuacions cadascun, amb lesenes que separen cada grup. Les arcuacions són grosses, i sostingudes alternativament per una lesena i una mènsula decorada de forma molt senzilla. La construcció del conjunt és amb blocs de pedra sense treballar, amb el morter perfectament visible. L'absis és fet amb petits carreus ben tallats.
Al mur de migdia dues làpides dels segles xiii i xiv, mentre que a la façana oest hi ha una grossa peça de marbre sense cap mena d'inscripció ni decoració. Es pot datar el conjunt en el període de transició entre el romànic del segle xi i el del XII. La porta, a més, presenta una interessant ferramenta romànica del segle xii.